# ガストン・レイフ
ガストン・レイフ（Gaston Étienne Ghislaine Reiff、1921年2月24日 - 1992年5月6日）は、ベルギーの元陸上競技選手である。彼は、1948年に開催されたロンドンオリンピックの5000メートル競走で金メダルを獲得した。

## 経歴
レイフは陸上競技に取り組む前、ボクシングとサッカーの選手だった。陸上競技への転向後、彼は1948年のロンドンオリンピックと1952年ヘルシンキオリンピックの2回、ベルギー代表として5000メートル競走に出場している。
ロンドンオリンピックの5000メートル競走は、33人の選手が出場して7月31日（予選）、8月2日（決勝）の日程で実施された。選手たちは3つの組に分けられて予選を競い、各組の上位4名までが決勝に進むことになっていた。レイフは予選3組でオランダ代表のヴィム・スライクハイスに次いで2位に入り、決勝に進んだ。決勝では、チェコスロバキア代表のエミール・ザトペックを0秒2の差で抑え、当時のオリンピック記録を更新する14分17秒6（手動計時）で優勝し、金メダル獲得を果たした。
4年後に開催されたヘルシンキオリンピックの5000メートル競走は、45人の選手が出場して7月22日（予選）、7月24日（決勝）の日程で実施された。今回出場した選手たちは3つの組に分けられて予選を競い、各組の上位5名までが決勝に進むことになっていた。レイフは予選1組でフランス代表のアラン・ミムン、フィンランド代表のイルマリ・タイパレに次いで14分23秒8（手動計時。電動計時では14分23秒92）の記録で3位に入って決勝に勝ち残った。しかし決勝では途中棄権に終わり、連続のメダル獲得は果たせなかった。
その他の主な競技会では、1950年にブリュッセルで開催された第4回ヨーロッパ陸上競技選手権大会（en:1950 European Athletics Championships）でザトペック、ミムンに次いで14分26秒2の記録で3位に入り、銅メダルを獲得した実績を持っている。なお、レイフは1949年8月12日から1955年5月14日にかけて、3000メートル競走の世界記録保持者だったのを始め、15年間の選手生活中に2000メートル競走などで世界記録を3回更新している。彼は1992年5月6日に、故郷で死去した。